# Cerro Pintor
El cerro Pintor es una montaña chilena de los Andes centrales que queda al oriente de Santiago. Forma un cordòn montañoso junto al cerro El Plomo, cerro Leonera, cerro Altar y al cerro Littoria.